# Hoogtefront
Een hoogtefront is een front dat niet tot het aardoppervlak reikt. Dit kan optreden door het passeren van een bergrug waarbij het wordt afgesneden of door het oplossen van het frontvlak in de onderste luchtlaag. Er wordt onderscheid gemaakt tussen hoogtekoufronten en hoogtewarmtefronten, zoals bij grondfronten tussen koufronten en warmtefronten. De driehoekjes en halve cirkels worden bij een hoogtefront open aangegeven. De combinatie van een grondfront en een hoogtefront is een occlusiefront.